# 呂承彥
呂承彥（1858年—？），字蘭士，号象賢，内务府漢軍正白旗人，清朝政治人物、同進士出身。
光緒二十四年（1898年），参加光緒戊戌科殿試，登進士三甲167名。同年五月，著交吏部掣签分发各省，以知县即用。